# Bilar 2
Bilar 2 (engelska: Cars 2) är en amerikansk 3D-datoranimerad actionfilm-komedifilm som hade biopremiär i USA den 24 juni 2011, producerad av Pixar, och är uppföljaren till Bilar.

## Handling
En brittisk hemlig agent vid namn Finn McMissile åker ut i Stilla havet (koordinaterna är 40 grader 6,80' N latitud, 172 grader 23,84' W longitud) för att assistera agent Leland Turbo som befinner sig på en oljeplattform, men Finn kommer för sent. Den ondskefulle och efterlyste tyske vapendesignern professor Zündapp har gjort ett vapen som märkligt nog liknar en TV-kamera som Finn lyckas ta bilder på. Efter en spännande biljakt lyckas Finn komma undan, men skurkarna tror att han är fixad. Vem kan stoppa Zündapps planer nu?
Samtidigt, i Kylarköping i USA, har den berömda racerbilen Blixten McQueen nu vunnit sin fjärde Pistongcup och har återvänt till Kylarköping för att vila. McQueens bästa vän Bärgarn vill att de ska umgås, men McQueen ska på middag med sin flickvän Sally Carrera. Bärgarn smyger sig in på middagen som kypare, men han vet förstås inte vad McQueens vanliga är.
På TV pratas det om att den brittiske oljemiljardären sir Max Axeltryck, som försvann efter att ha försökt bli den första bilen att åka jorden runt utan GPS, har gjort ett nytt sorts bränsle av naturliga råvaror som han har döpt till allinol. P.g.a. allinol-bränslet sålde Axeltryck sina oljerikedomar och byggde om sig själv från bensinslukare till elbil. För att bevisa vad hans superbränsle kan göra har Axeltryck skapat en racertävling där alla världens främsta racerbilar ska mötas: världens första World Grand Prix. Axeltryck säger att olja är alldeles dyr, lämnar bara föroreningar efter sig och är fossilt bränsle - fossilt som i gamla dinosaurier. Och han lovar också att när världen har sett allinol i action under World Grand Prix kommer det inte finnas någon som tänker återgå till bensin igen. När Bärgarn hör förolämpningar om McQueen från den italienska racerbilen Francesco Bernoulli gör han så att McQueen anmäler sig till World Grand Prix. McQueen tar för första gången med sig Bärgarn, som depåchef.